# Nassarius glabratus
Nassarius glabratus là một loài ốc biển, là động vật thân mềm chân bụng sống ở biển thuộc họ Nassariidae.

## Miêu tả
Kích thước vỏ ốc khoảng 7 mm và 10 mm

## Phân bố
Loài này phân bố ở Đại Tây Dương dọc theo Senegal, Gabon và Angola